# José-Luis Campana
José-Luis Campana est un compositeur franco-argentin de musique contemporaine, né à Buenos Aires (Argentine) le 24 août 1949.

## Biographie
Après une formation musicale généraliste, il publie dans les années soixante-dix son premier ouvrage pédagogique pour la guitare. Puis il étudie la composition entre 1968 et 1975 sous la direction de Jacobo Ficher, ainsi que la psychologie à l'université nationale de Buenos Aires, où il obtient un DESS en 1974. 
Titulaire d'une bourse d'études du gouvernement français, il s'établit définitivement à Paris, complétant sa formation entre 1979 et 1985 auprès d'Ivo Malec pour la composition, de Betsy Jolas pour l'analyse et de Pierre Schaeffer et Guy Reibel pour les techniques électroacoustiques. 
Parallèlement, il suit plusieurs stages de formation dans la MAO (musique assistée par ordinateur) à l'Ircam et au GRM (Groupe de recherches musicales) de Paris et assiste au Conservatoire national supérieur de musique de Paris et à l'Institut de recherche et coordination acoustique/musique à des master classes de Pierre Boulez, Brian Ferneyhough, Franco Donatoni, Klaus Huber, Henri Dutilleux, Karlheinz Stockhausen, André Boucourechliev, Jonathan Harvey et Iannis Xenakis à l'Auditorium des Halles (Paris).
Il a été boursier du Conservatoire national supérieur de musique de Paris en 1984 pour suivre des cours avec Franco Donatoni ainsi qu'avec Hans Werner Henze à l'Accademia Chigiana à Sienne. L'année suivante il reçoit la bourse à la création et à la recherche musicale du ministère de la Culture français.
Entre 1986 et 1992 il enseigne l'analyse musicale au Conservatoire national supérieur de musique de Paris.
En 1993 il fonde avec la collaboration de Gérard Charbonneau, l'Arcema  (Atelier de recherche, création et enseignement de la musique actuelle) au laboratoire d'électronique à l'université d'Orsay /Paris-XI, et associe des solistes de l'Orchestre de Paris, de l'Orchestre philharmonique de Radio France et de l'Ensemble intercontemporain (EIC), ainsi que des professeurs et des étudiants des Conservatoire national supérieur de musique de Paris et Conservatoire national supérieur de musique de Lyon.
De 1993 à 2008, il est directeur artistique de l'Ensemble Arcema.
Sa production comporte des œuvres de musique de chambre, orchestre de chambre, orchestre symphonique (avec ou sans solistes et avec ou sans chœur), musiques mixtes (électroacoustiques), musique sur support numérique seul, ainsi que des œuvres acoustiques et électroacoustiques destinées à la formation d'instrumentistes.
Ses œuvres sont disponibles aux éditions : Gérard Billaudot, Henri Lemoine et Salabert à Paris. Elles sont disponibles en consultation au CDMC de Paris et auprès du compositeur.

## Manifestations, master class, séminaires de composition et tables rondes
- Internationales Musikinstitut Darmstadt (Cours de Darmstadt, Allemagne).
- Ircam et GRM de Paris.
- Conservatoire national supérieur de musique et de danse de Lyon.
- Conservatoire national supérieur de musique et de danse de Paris.
- Hochschule für Musik Franz Liszt de Weimar.
- Conservatoire du Mozarteum de Salzbourg.
- Rencontres Franco-Allemandes de Brême (Allemagne).
- Centro de Arte Contemporáneo de Séville.
- Universidad Católica de Buenos Aires (Argentine).
- Université d'Orsay Paris XI.
- Université de Saint-Denis Paris VIII.
- École des hautes études en sciences sociales (Paris).
- Universidad de Monterrey et Mexico D.F.
- Universidad Nacional de Santiago du Chili.
- Université de Deusto (Bilbao, Espagne).
- Conservatoire d'Alessandria (Italie).
- CNR de Bordeaux et St-Etienne (France).
- Université Michel-de-Montaigne - Bordeaux (France).
- Conservatoire national de Buenos Aires (Argentine).
- Conservatoire municipal de Buenos Aires (Argentine).
- Teatro Colón (Buenos Aires, Argentine).
- Centre culturel Recoleta (Buenos Aires - Argentine).
- Universidad Nacional de Córdoba (Argentine).

## Premiers prix internationaux de composition musicale
- 1983 - WDR (Cologne, Allemagne) - Festival d'Automne à Paris (France) - Antidogma Musica  (Turin, Italie).
- 1985 - La Jeune Génération en Europe.
- 1985 - Biennale de Venise (Italie).
- 1990 - Prix Sacem Georges Enesco - (Paris - France) pour l'ensemble de son œuvre précédente.
- 2001 - Francis Civil -  (Gérone, Espagne)
- 2002 - Kazimierz Serocki - (Varsovie, Pologne),
- 2005 - Andrés Gaos -  (La Corogne - Galice, Espagne)
- 2006 - Citta de Tarragona - (Espagne).

## Deuxièmes prix internationaux de composition musicale
- 1976 - Prix Giovanni Battista Viotti - (Verceil, Italie).
- 1986 - XXVe Concorso Internationale de Compositione Sinfonica Citta de Trieste - (Italie).
- 1993 - Prix Goffredo Petrassi - Orchestra Sinfónica d'Émilie-Romagne.
- 1993 - Prix Arturo Toscanini - (Parme, Italie).
- 1997 - Prix Leonard Bernstein - (Jérusalem, Israël) (prix présidé par Luciano Berio).
- 2001 - Prix Joaquin Turina (Séville, Espagne).
- 2002 - Prix Edvard Grieg – Memorial Competition for composers - The Oslo Grieg Society - (Norvège).

## Commandes d'institutions et de personnalités
- Ministère de la Culture (France) - Orchestre philharmonique de Radio France (Paris, France).
- INA-GRM (Groupe de recherches musicales, Paris), cycle « Alla Breve » Radio France (Paris).
- Festival de Donaueschingen (Allemagne).
- Radio de Baden-Baden (Allemagne).
- Radio Bremen (Allemagne).
- Festival Présences de Radio France (Paris).
- Pierre Boulez pour la recherche appliquée à la création musicale pour son œuvre D'un geste apprivoisé -(Production Ircam).
- Festival Aujourd'hui musiques (Perpignan).
- Festival Musiques Nouvelles (Metz).
- Festival Musiques Nouvelles (Forbach).
- Ensembles L'Itinéraire.
- Proxima Centauri.
- Ensemble 2e2m.
- Accroche Note.
- TM+.
- Orchestre d'harmonie d'Aulnay-sous-Bois.
- Orchestre Finlandia Syvaskyla d'Helsinski (Finlande).
- OFF (Orchestre français de flûtes).

## Lieux de création d'œuvres
- Festival de Donaueschingen (Allemagne).
- Rencontres franco-allemandes - Radio de Brême (Allemagne).
- Espace de projection de l'Ircam - Cycle de concerts des solistes de l'EIC (Ensemble Inter-contemporain).
- Nuova consonanza di Roma (Italie).
- Royal Festival Hall (Londres, Grande-Bretagne).
- Festival Musica - (Strasbourg - France).
- Mozarteum de Salzbourg (Autriche).
- WDR de Cologne (Allemagne).
- Festival Verdi (Parme - Italie).
- Festival Nouvelles Musiques (Metz - France).
- Festival Nouvelles Musiques (Forbach - France).
- Internationales Musikinstitut (Darmstadt - Allemagne).
- Kunstmuseum (Bonn - Allemagne).
- Gaudeamus (Amsterdam, Pays-Bas).
- XVe Festival international de musique expérimentale (Bourges, France).
- Alte Oper (Francfort - Allemagne).
- Fondation Calustre Gulbenkian (Lisbonne - Portugal).
- WMD (World Music Days) de Copenhague (Danemark).
- Rencontres des CDMC autour des musiques actuelles  (Nouvelle-Zélande).
- Teatro Colon (Buenos Aires - Argentine).
- Teatro Municipal de Santiago de Chile.
- Universidad Nacional du Mexique D.F. et Monterrey.
- Carnegie Hall (New York - États-Unis).
- Wisconsin University (Madison - États-Unis).
- Centre Georges-Pompidou (Paris).
- Radio France.
- Groupe de recherches musicales de Paris (France).
- Théâtre national de Fribourg (Allemagne).
- Antidogma Musica (Turin, Italie).
- Palacio de la Opera (La Corogne - Espagne).
- Camps de Mars (Tarragone - Espagne).
- Festival Mozart (Salsomaggiore - Italie).
- Unesco (Paris - France).
- Radio Varsovie (Pologne).
- Festival Smash (Salamanca - Espagne).
- Salle Miscelania (Barcelone - Espagne).
- Centro Mexicano para la musica y las artes sonoras (Mexique).
- Biennale de Zagreb (Croatie).
- CDMC - La Villette (Paris - France).
- Festival Ice - Brecker  (Amsterdam - Pays-Bas.
- Halles des Chartrons (Bordeaux - France).
- Saison de Concerts de l'Ensemble viennois Pierrot Lunaire (Vienne - Autriche).
- Salle Gaveau (Paris - France).
- Auditorium des Halles (Paris - France).
- Université d'Arizona (États-Unis).
- Cycle de musiques mixtes de Jeffrey Lyman (Brooklyn - États-Unis).
- University Electroacoustic Festival - (New York - États-Unis).
- Central University (Miami -  États-Unis).

## Catalogue complet des œuvres
(jusqu'en 2020 - quelques œuvres prévues pour 2021-22):
- Échos de Proxima: pour saxophone baryton «Live» Et Ensemble d’Instruments acoustiques de tradition oral digitalisés.
- Échos de Proxima Centauri: pour Ensemble «Live» et Ensemble d’Instruments acoustiques de tradition oral digitalisés.
- «New life» (2021), Pour Violon «Live» et Ensemble d’ Instruments acoustiques de tradition orale digitalisés.
- «Aoïr le vent du sud» pour Grand orchestre et Ensemble Ensemble d’Instruments acoustiques de tradition orale digitalisés.

De 1980 à 2020 à Paris. Et de 1971 à 1979 à Buenos Aires à la fin du catalogue (première période de composition).
- Abfhur / 1989 (Pour Grand Ensemble.)
- «Akt III» / Nouvelle version 2012 (Pour saxophone)
- «Azkein» 2017 / Pour piano solo
- «Aoïr» / 2010 (Pour Orchestre,)
- «Aoïr le vent du sud…» pour orchestre symphonique (2019)
- «Asi…» («Ainsi…» / «Thus») / 2000. (Pour Guitare et CD.)
- «Axolotl» / 2003 / Version “LIVE” (Conte de Julio Cortazar. Ed. Gallimard. Pour Récitant, Six instruments et Électronique enregistrée)
- «Axolotl» / 2003 / NOUVELLE VERSION RADIOPHONIQUE
- «Az-zulaï» («Petite pierre polie» / «Azulejo azul» / «Small polished stone») / 2012 Trois Mouvements Symphoniques pour Orchestra
- «Az-zulaï» / 2014. (Nouvelle Version: Trois Mouvements pour Orchestre de Chambre)
- Babel I  («ou le jardin d’autrui…») / 2008. (VERSION COMPLÈTE en NEUF mouvements. Pour Voix de Femme, Clarinette, Vcelle., Piano et Percussion)
- Babel II  («ou le jardin d’autrui…») / 2008. (VERSION COURTE en SIX mouvements. Pour Voix de Femme, Clarinette, Vcelle., Piano et Percussion)
- Babel III («immuable elle nous disait: «Au revoir») / 2009 (Pour voix de femme, clarinette, violon, vcelle et percussion)
- Background / 1982 (Pour Cl., Cor, Vcelle, Percussion, Transformations électroniques «live» et CD.)
- «Bichu» / 2000 (Pour Orchestre à Cordes.)
- «Cadenza» / 2014 (Pour Clarinette Basse en Sib.)
- «Catalina de Oviedo» / 2015 / Trio. (Texte de Miguel de Cervantès. Pour Récitant, Mezzosoprano et Piano)
- Cinq pièces brèves pour piano / 2001
- «Chemins inouïs…» Pour Quintette «live» (Fl, Cl. ou Sax, Vl, Vcelle et piano) et Instruments acoustiques de tradition orale digitalisés.
- Crossroads (2018) (Pour violoncelle «live» et  instruments acoustiques de tradition orale digitalisés.)
- Circoli Viziosi 1 (Version originale pour Grand Ensemble)
- Circoli Viziosi 2 (pour Orchestre de Chambre-1992 Nouvelle Version de Circoli Viziosi 1.)
- Circoli Viziosi 3 / 1993 (Pour Orchestre.)
- Dholak (Pour clarinette, cor, violoncelle, clavier électronique ou piano et percussion)
- «D’un geste apprivoisé…» / 1994 (Pour Fagot et CD.)
- «D’un geste apprivoisé…» / 2002, Nouvelle Version pour Saxophone Baryton et CD.
- «D’un geste apprivoisé…» / 2014 , Nouvelle Version pour Clarinette Basse en Sib et CD.
- «Ely» 1983 / Œuvre électronique
- «Encore Nalu Kamusi»  (Pour Voix de Femme, Multipercussions (Objets sonores et Instruments traditionnels) et Compact Disc)
- «Être…» / 2004 (Pour Quatre Saxophones et Deux percussionnistes.)
- «Être pour être là…» / 2006 (Nouvelle version d’«Etre…» pour Quatre Saxophones.)
- Feed-Back /1984 (Pour Guitare, Flûte en Sol et Percussion)
- «Feelings/ Once» / 1998 – 2001 (Pour Flûte, Saxophone, Piano et Percussion.)
- Human games / 2007 (Trois pièces pour Orchestre à Vents.)
- «Haize» («Wind» / «Vent») («Double suite en huit mouvements» Pour 8 flûtes solistes en C et en G + 1 shô et Orchestre de flûtes)
- Imago/ 1985-86 (Pour 16 Voix Solistes et CD.)
- «Impresiones del Rio de la Plata» / 1998. Pour Saxophone(s), Percussion et Contrebasse.
- Insieme / 2013 (Trois Mouvements pour Alto Seul)
- «Impulsos Inaugurales» / 2000. (Sextuor à Cordes (Nouvelle Version du Quatuor à Cordes N°2).)
- Involtura sonora   (Pour fagot et violoncelle / 1990.)
- «Je est un autre…» / 1992 (Pour Percussion.)
- «Lust-Ich 1» /1985 (Pour Harpe)
- «Lust-Ich 2» / 1986 , Nouvelle Version 2012. (Pour deux Harpes.)
- «Lust-Ich 3» / 1988 (Pour deux Harpes et Percussion.)
- Maras / 1984 / Œuvre destinée aux jeunes solistes. (Pour Chœurs Mixtes : enfants et adultes. Récitant Solo (enfant), Orchestre à Cordes, Ensemble à cordes pincées (guitares), Percussions et sons électroniques sur CD.)
- «Mixing up» (2017) (Pour 6 instruments classiques « live » (Htb, Cl.Sib, Trp., Fg., Cor et Trbn)  et 29 instruments acoustiques de tradition oral digitalisés.)
- «My» / 1985 (Pour Flûte(s), Voix de Femme et Piano)
- «Nalu kamusi» / 2002 (Pour Multipercussions et Objets sonores.)
- «Nalu kamusi 2» («Hola Kamusi» 2 / «Hello Kamusi» 2). (Nouvelle version en Deux Mouvements 2007. Pour 1 Percussionniste et CD)
- «New Quartet» /  1994 (Deuxième version pour Quatre Instruments de la Tangata IV (pour vcelle et piano). Pour Fl., Cl., Vcelle. et Piano)
- «New Quintet» / 2004 (Troisième version pour Cinq Instruments de la Tangata IV (pour vcelle. et piano). Pour Fl., Cl.,Vl., Vcelle. et Piano)
- «Nexus 83» (Pour Guitare)
- «Noctal 2 et 3» / 1992 (Pour Fl., Cl, Vl., Alto, Vcelle et Piano)
- «Nôtre Temps…» («Our Time…» / «Nuestro Tiempo…») / 2005 (Texte: José Luis Campana. Pour Quatre Voix Solistes, Chœur Mixte et Orchestre)
- «New life» Pour Violon «Live» et Ensemble d’ Instruments acoustiques de tradition orale digitalisés. (2021). Œuvre Composée avec la technique «World Timbres Mixture».
- «Only two» / 1998 (Pour Guitare et Percussion)
- «ODESSA»,  Sonate pour piano-Alla Classica-1973, (Première période de Composition à Buenos Aires.)
- «Per viola e pianoforte (pour alto et  piano 2002)
- Quatuor à Cordes N° 2 / 1987 (Version originale)
- Quatuor à Cordes N°2 / 1992 (Nouvelle Version de courte durée)
- «Ser» / 2005 (Concerto pour Piano et Orchestre.)
- «Solo per un giovani solista». (Pour Clarinette seule en Si b.)
- Splitting / 1985 (Pour Grand Orchestre.)
- «Suite pour Axolotl» / 2004 (Version Acoustique pour Six Instruments : Fl., Cl.Basse en Si b., Trp., Cor, Vcelle. et Cbasse)
- «Suite pour Axolotl» / 2009
- Suites 1 et 2 (Nouvelle Version Électroacoustique.)
- Suite 1 (Sur support numérique. 20 « Micro-pièces » sur support numérique destinées à la Danse, au Théâtre et au Cinéma.)
- Suite 2 (Pour violoncelle solo. 21 « Micro-pièces » sur support numérique destinées à la Danse, au Théâtre et au Cinéma)
- «Tangata in Tre» / 1994 (Pour violoncelle solo.)
- «Tangata in Tre» / 1994 / Version originale. (Pour Contrebasse Solo)
- «Tangata II» / 1995 (Pour Contrebasse Solo.)
- «Tangata III» / 1995  (Troisième pièce de la «Tangata in tre». Pour Contrebasse Solo)
- «Tangata Vocal» / 1997 (Pour Voix de Femme, Fl.,Cl., Vl., Vcelle., Piano et CD.)
- «Tangata Vocal» (NOUVELLE VERSION 1998 (Trio avec CD). Pour voix de femme, deux instrumentistes et CD)
- Tangata IV pour Vcelle. et Piano / 1994
- «Trois rêves en musique» / 2011- 2015 (Pour Saxophone Baryton en Mib.)
- «Terra Incognita» / 2012 (Trois Mouvements pour Sextuor à Cordes.)
- Timing / 1984 (Pour Voix de femme, 1 Fl., 1Vl., 1 Vcelle, Piano, 2 Percussions, Claviers électroniques, transformations «live» et CD.)
- TitU (ou «le fils de la lune»)  Partition complète / 2014 (Conte Musical)
- TitU (ou «le fils de la lune») / 2014/ VERSION RADIOPHONIQUE EN FRANÇAIS (Durée env. 15’. Conte Musical)
- TitU Conte Texte  19-04-12 , deuxième version.
- «Toba qom» / 2012 (Pour Cl. en SIb.Soliste, Violoncelle soliste et  Trio (Violon, Alto, et Piano)
- «TOI-tu…» Pour orchestre.
- «Une étrange rencontre…les arbres étaient si hauts…»» (2016). (Pour Voix de femme, Clarinette, Violoncelle, Piano et Percussion)
- «…Un jour comme celui-ci…» / 2001 (Trois pièces pour Guitare Seule.)
- «Variations sur un écho» pour Fagot «live» et instruments acoustiques de tradition oral digitalisés.
- «Vox faucibus haesit» / 1985 (Pour Fl., Cl., Vl., Alto, Vcelle. et Piano.)
- «Zeu» / 2008. (Concerto pour Guitare Soliste principale et Trois Solistes secondaires (harpe, alto et violoncelle) et Orchestre.)
- Quelques partitions correspondantes à la première période de Composition à Buenos Aires (Entre 1971 et 1979 environ).
- Trois Lieders pour chant et piano. 1973 (Pour mezzo-soprano et piano.)
- Suite pour instruments à vent-bois (fl. htb, cl., et fag.) 1972
- Quatuor à cordes N°1 – 1974
- Quatre pièces pour 7 instruments -1976 (Pour Fl., Cl., Vl., Alto, Vcelle., Guitare et Piano)
- Symphonie «Alla Classica» – 1975
- Sinfonietta para arco – 1974
- Fantaisie brève pour piano
- Introduzione (pour grand Orchestre) – 1976
- Divertissement en forme de variations - 1978 (Pour Clarinette et piano.)
- «ODESSA»,  Sonate pour piano-Alla Classica – 1973 (Premier période de Composition à Buenos Aires)